# Zens
Zens ist ein Ortsteil der Gemeinde Bördeland im Salzlandkreis in Sachsen-Anhalt. Bis zum 28. Dezember 2007 war Zens eine selbstständige Gemeinde, in der auf einer Fläche von 5,13 km² 288 Einwohner lebten (31. Dezember 2006).

## Geografie
Zens liegt im Südosten der Magdeburger Börde nahe der Stadt Calbe (Saale). Der Ort ist von landwirtschaftlich ertragreichem Boden umgeben. Das wellige Umland fällt von Süd nach Nord von 76 auf 70 m N.N. und von West nach Ost von 78 auf 67 m ab. Der Ortskern liegt auf einer Höhe von 70 m. In einem Radius von drei Kilometern befinden sich mit dem Wartenberg (120,9 m), dem Weinberg (111,0 m, siehe Foto) und dem Dreihöhenberg (105,1 m) drei markante Erhebungen.

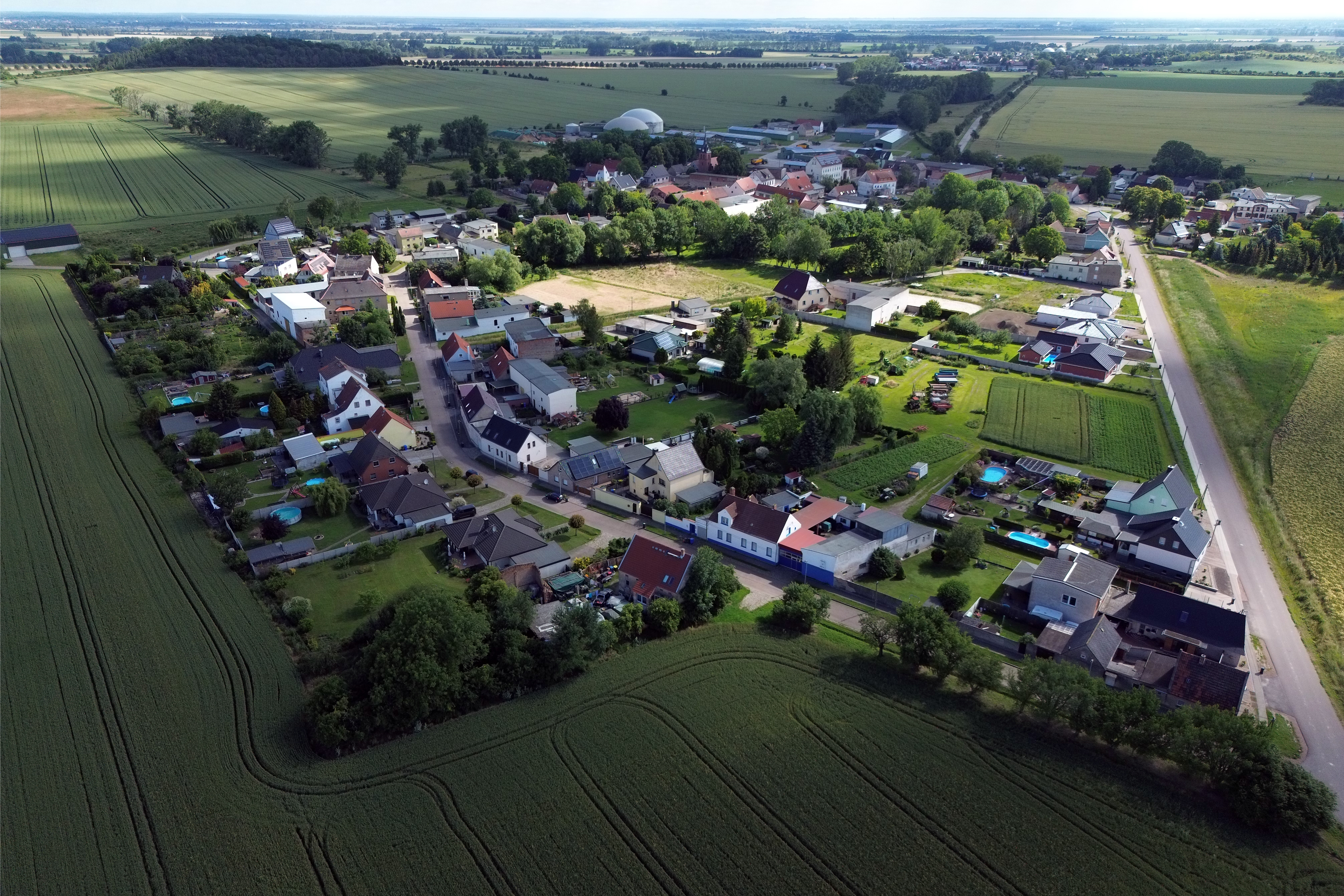
Ansicht aus Richtung Südwest

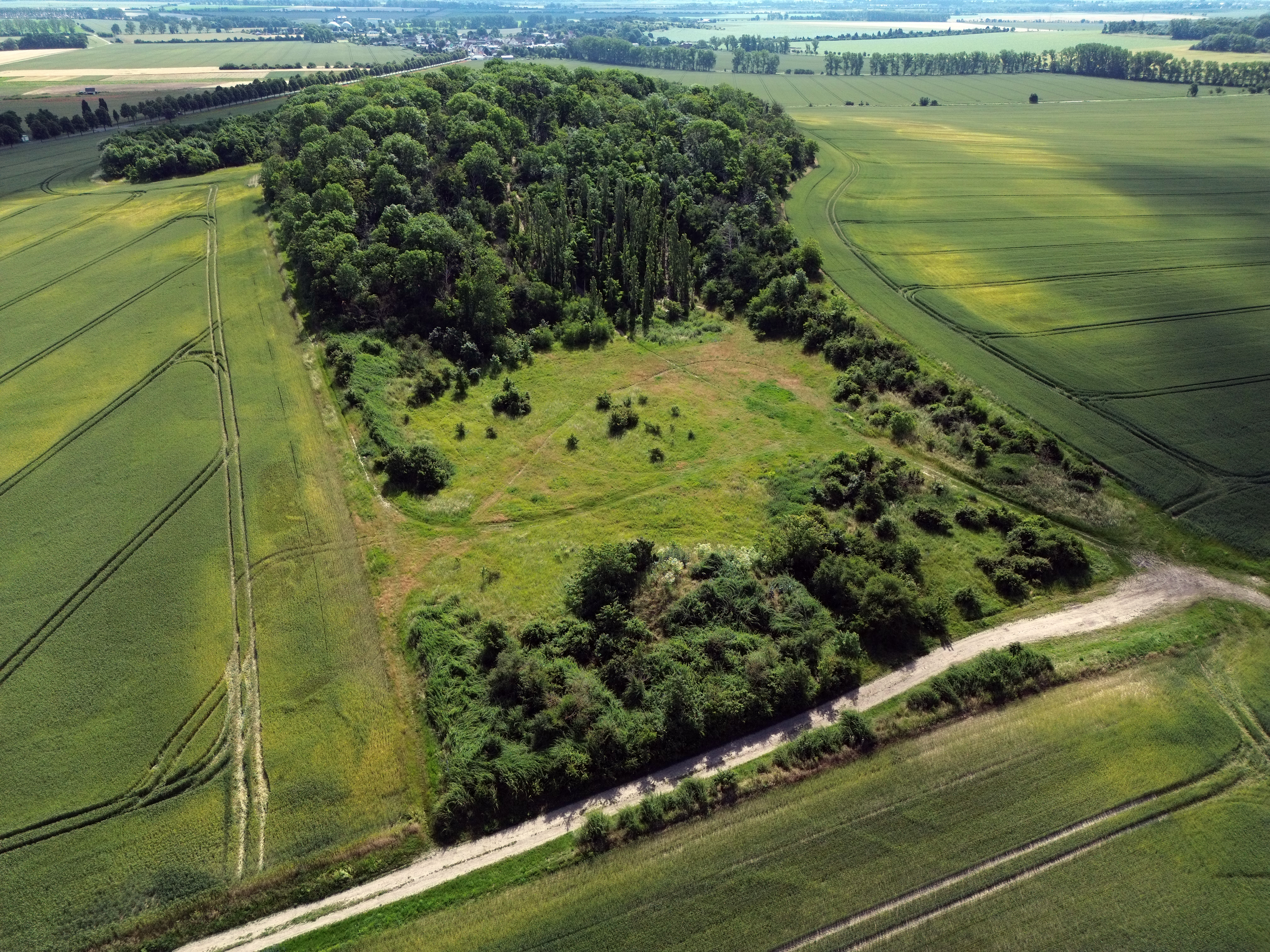
Weinberg, Ansicht aus Richtung Westen, im Hintergrund: Kleinmühlingen

## Geschichte
Zens gehört zu den zwischen dem 7. und 10. Jahrhundert entstandenen slawischen Siedlungen im Saale-Bode-Gebiet. Der alte Ortsname „centz“, der 1330 erstmals erwähnt wird, ist vom altsorbischen „seno“ (Ort des Heus) abgeleitet. Bis zum 17. Jahrhundert lag der Ort im Herrschaftsbereich der Grafschaft Mühlingen, ehe er 1659 zum Herzogtum Magdeburg kam. Während der napoleonischen Besatzungszeit von 1807 bis 1813 gehörte Zens zum Königreich Westphalen und wurde vom Canton Calbe verwaltet. Nach der Vertreibung Napoleons gliederte Preußen Zens 1816 in den neu gebildeten Kreis Calbe ein. Die Auswirkungen der industriellen Revolution in Deutschland Mitte des 19. Jahrhunderts beschränkten sich für Zens auf den Ausbau der Landstraße nach Kleinmühlingen und der Eröffnung des sieben Kilometer entfernten Bahnhofes in Eickendorf. Das Dorf blieb weiterhin landwirtschaftlich geprägt, war aber gegen Ende des 19. Jahrhunderts so wohlhabend, dass es sich 1895 den Neubau einer großen Kirche leisten konnte. Die Zahl der Einwohner bewegte sich von 1910 bis 1939 zwischen 326 und 363. Bis zum Zweiten Weltkrieg arbeiteten in der Landwirtschaft auch Gastarbeiter vor allem aus Schlesien und Italien.
Der Zweite Weltkrieg endete für Zens mit dem Einmarsch amerikanischer Truppen am 12. April 1945. Nach einem kurzen Zwischenspiel mit britischer Besatzung geriet Zens am 1. Juli 1945 in die Sowjetische Besatzungszone, die vom 7. Oktober 1949 an als Deutsche Demokratische Republik (DDR) weiterbestand. Nach einer Kreisreform wurde Zens 1950 dem neuen Landkreis Schönebeck zugeschlagen. Während der DDR-Zeit gab es vor allem in der Landwirtschaft durch die Einführung der Landwirtschaftlichen Produktionsgenossenschaften (LPG) gravierende Veränderungen. Ab 1952 mussten auch die meisten Zenser Bauern der örtlichen LPG beitreten. 1964 hatte Zens 391 Einwohner.
Nach der politischen Wende 1989 wurde die Landwirtschaft in Zens wieder privatisiert. Da sich keine größeren Gewerbebetriebe ansiedelten, sank die die Zahl der Einwohner im Laufe der folgenden Jahre und betrug 2006 nur noch 288. Mit Wirkung zum 29. Dezember 2007 wurde Zens in die neu gebildete Einheitsgemeinde Bördeland eingemeindet. 2009 lebten 289 Einwohner in Zens, und es waren 18 Gewerbetreibende ansässig.

## Politik

### Ortschaftsrat
- FW: 5

Der Ortschaftsrat von Zens besteht aus 5 Mitgliedern.
Vorsitzender ist Hans-Henning Hagemann (FW) und Stellvertreterin ist Ines Brandt (FW).

### Wappen
Die Gestaltung des Zenser Wappens erfolgte 1995 durch den Magdeburger Kommunalheraldiker Jörg Mantzsch. Da die Gemarkung des Ortes an das Endmoränengebiet grenzt, wurde in den Schildgrund ein Dreiberg gesetzt, der in Bezug auf die umliegenden Kornfelder golden ist. Die in der Mitte dargestellte Ziege wurde silbern tingiert. Grün ist der Schild, der auf das Umland hinweist. Es war der Wunsch des Gemeinderates, die Ziege in das Wappen aufzunehmen, da mindestens seit dem 19. Jahrhundert der Ort von den Einheimischen auch „Zicken-Zens“ genannt wird.
Die Blasonierung lautet: „In Grün eine aufgerichtete silberne Ziege mit goldenen Hörnern und schwarzen Hufen auf goldenem Dreiberg.“

## Kultur und Sehenswürdigkeiten
Zu den regelmäßig in Zens durchgeführten Veranstaltungen gehören die Konzertreihe „Klänge im Raum“, die mit Unterstützung des Vereins Heimatfreunde Zicken-Zens von einer Zenser Familie veranstaltet wird, sowie die vom selben Verein durchgeführte „Bauernolympiade“ mit Gummistiefelweitwurf, Schubkarrenslalom und
Milchkannentransport.
Die Sehenswürdigkeiten des Ortes sind die Kirche St. Stephan und der Künstlergarten Feldbach als überregional bekannte Kunst- und Kulturadresse.

## Verkehrsanbindung
Durch Zens führt die Kreisstraße 1291, die den Ort mit Calbe (6 km) und dem Nachbardorf Kleinmühlingen verbindet. Die Gemeindeverwaltung im Ortsteil Biere und die Kreisstadt Schönebeck sind jeweils zehn Kilometer entfernt. Die Bundesautobahn 14 (Magdeburg – Halle) führt westlich an Zens vorbei und ist über die Anschlussstellen 7 (Schönebeck, 13 km) oder 8 (Calbe, 13 km) zu erreichen. Der nächste Bahnhof befindet sich im sieben Kilometer entfernten Nachbarort Eickendorf an der Bahnstrecke Schönebeck–Güsten.

## Persönlichkeiten
- Wilhelm Broesel (1840–nicht ermittelt), Schriftsteller